# Institut facultaire de Développement
L'Institut facultaire de Développement (IFAD) est une institution d'enseignement supérieur située à Kinshasa, en république démocratique du Congo. Fondé en 2006 par l'archidiocèse de Kinshasa, l'IFAD a reçu l'agrément définitif par le décret n°06/0106 du 12 juin 2006, reconnaissant la viabilité de ses infrastructures et la qualité des enseignements dispensés. Les diplômes délivrés par l'IFAD sont ainsi reconnus par le gouvernement congolais au même titre que ceux des universités publiques.
L'IFAD propose trois facultés principales :
1. Faculté des Sciences et Techniques de Développement, avec des options en :
  1. Gestion et administration des projets
  2. Gestion de l'environnement
  3. Organisation sociale
2. Faculté de Santé Publique, offrant des options en :
  1. Hospitalière
  2. Techniques de laboratoire
  3. Gestion et administration des services de santé
  4. Management des services de santé
3. Faculté des Sciences de l'Information et de la Communication, proposant des options en :
  1. Journalisme
  2. Communication sociale et développement
  3. Gestion des institutions audiovisuelles
  4. Édition multimédias

L'IFAD s'engage à fournir une éducation de qualité, adaptée aux besoins de développement de la société congolaise, en formant des professionnels compétents dans divers domaines clés.